# I Believe in Father Christmas/Humbug
I Believe in Father Christmas/Humbug è il primo singolo da solista del musicista britannico Greg Lake – noto come membro degli Emerson, Lake & Palmer, pubblicato nel novembre 1975, in Europa dalla Manticore (cataloghi: K 13511 per il Regno Unito e MAN 5404 per l'Italia) e negli Stati Uniti dalla Atlantic (catalogo 45-3305). 

## I brani

### I Believe in Father Christmas
I Believe in Father Christmas, presente sul lato A del disco, è il brano che ha preceduto l'uscita dell'LP Works Volume 2 (1977) di tutto il trio ELP; addirittura la versione contenuta sul 45 giri, al contrario di quella dell'album – che, tra l'altro, ha una durata poco più ridotta –, prevede l'arrangiamento orchestrale e corale.

### Humbug
Humbug è un brano strumentale, presente sul lato B del disco.

## Classifiche
Il singolo, prodotto da Peter Sinfield e dallo stesso Lake, raggiunge la 2ª posizione nelle classifiche britanniche, la 17ª in quelle irlandesi, la 95ª in quelle statunitensi e la 98ª in quelle australiane.
| Classifica (1975)               | Posizione massima |
| ------------------------------- | ----------------- |
| Regno Unito (OCC)               | 2                 |
| Irlanda (IRMA)                  | 17                |
| Stati Uniti (Billboard Hot 100) | 95                |
| Australia (Kent Music Report)   | 98                |

## Tracce
Musiche di Greg Lake; edizioni musicali Manticore Music.
1. I Believe in Father Christmas (con la London Philharmonic Orchestra e i King's Singers, diretti da Godfrey Salmon) – 3:32 (testo: Peter Sinfield – 2º compositore: Sergej Prokof'ev (non accreditato[5])[6])
2. Humbug (strumentale) – 2:29 (musica: attribuita anche a Peter Sinfield[5])